# ماينا (ياماغوتشي)
مدينة ماينا (بالإنجليزية: Mine)‏ هي أحد المدن التابعة لمحافظة ياماغوتشي. تأسست رسميًا في 31/03/1954. ويقدر عدد سكانها بـ 17355 نسمة حسب تقدير مكتب الإحصاء الياباني لعام 2012. تبلغ مساحة ماينا 228.25 كم2. بكثافة سكانية تبلغ 76 نسمة/كم2.